# Иодат золота(III)
Иодат золота(III) — неорганическое соединение, 
соль металла золота и иодноватой кислоты с формулой Au(IO3)3,
жёлтые кристаллы,
растворяется в воде.

## Получение
- Действие иодата калия на хлорид золота(III):

{\displaystyle {\mathsf {Au_{2}Cl_{6}+6KIO_{3}\ {\xrightarrow {}}\ 2Au(IO_{3})_{3}+6KCl}}}

## Физические свойства
Иодат золота(III) образует жёлтые кристаллы.
Хорошо растворяется в воде.